# Echinophyllia
Echinophyllia is een geslacht van neteldieren uit de klasse van de Anthozoa (bloemdieren).

## Soorten
- Echinophyllia aspera (Ellis & Solander, 1786)
- Echinophyllia costata Fenner & Veron, 2000
- Echinophyllia echinata (Saville-Kent, 1871)
- Echinophyllia echinoporoides Veron & Pichon, 1980
- Echinophyllia orpheensis Veron & Pichon, 1980
- Echinophyllia patula (Hodgson & Ross, 1982)
- Echinophyllia pectinata Veron, 2000
- Echinophyllia tarae Benzoni, 2013